# 馬格迪·阿蘭

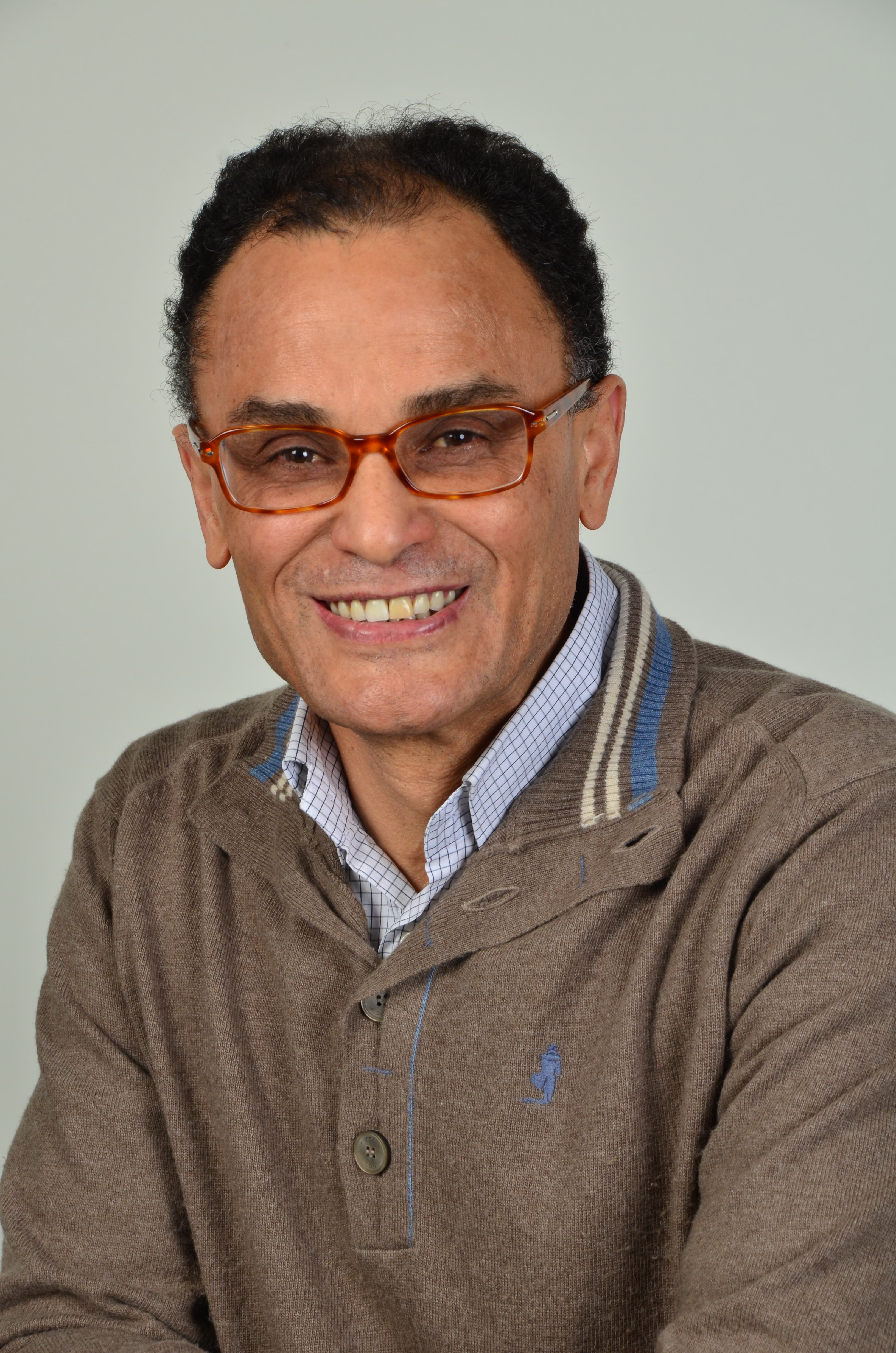
馬格迪·阿蘭

馬格迪·阿蘭（Magdi Allam，或譯馬吉迪·阿拉姆，1952年4月22日出生，改信天主教後更名為Magdi Cristiano Allam，譯為馬格迪·克里斯蒂亞諾·阿蘭）是一名埃及裔意大利新聞工作者及政治人物。他以批評伊斯蘭極端主義、擁護歐洲和西方的猶太－基督教根源及發表關於西方文化與伊斯蘭世界關係的文章而受注目。他於2008年從伊斯蘭教改信天主教，在梵蒂岡聖伯多祿大殿的復活節守夜彌撒接受教宗本篤十六世施洗。

## 生平
1972年，阿蘭離開埃及，到意大利的羅馬大學修讀社會學。1986年成為意大利公民。
他於1978年加入《共和國報》當記者及評論員，2003年轉到《晚郵報》擔任副總編輯。
2009年當選歐洲議會議員。

## 觀點

### 心境改變

#### 對伊斯蘭教的批評
在致《晚郵報》總編輯的關於改教公開信中，他說伊斯蘭教不可能與伊斯蘭極端主義分離。他指出：

我問自己，為甚麼有一些像我一樣曾經真誠地及勇敢地追求「溫和伊斯蘭教」，敢於挺身而出譴責伊斯蘭極端主義及恐怖主義的人，最終下場竟是被人依據古蘭經以伊斯蘭之名判處死刑。我不得不正視除了在全球間中出現的伊斯蘭極端主義及恐怖主義現象外，邪惡的根源本來就在一個在生理上暴力、在歷史上衝突不斷的伊斯蘭教。